# Ludovico von Lasperg

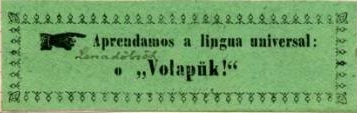
Selo de divulgação da língua universal Volapuque feito por Ludovico von Lasperg, de 1891.

Ludovico von Lasperg (1830 — 1910), ou Ludwig von Lasperg, foi um volapuquista teuto-brasileiro e fundador do clube de Volapuque de Joinville em 1887, o qual presidiu até 1895. Foi membro da Câmara Municipal de Joinville e também promoveu a língua auxiliar internacional Volapuque em Curitiba. Lasperg chegou a traduzir um documento pediátrico do Volapuque para o português.
Irmão de Sophie von Lasperg, esposa de Guilherme Theodoro Schiefler, e de Amalie von Lasperg, esposa de Carl Lange.